# Ärgre dich, o Seele, nicht
Ärgre dich, o Seele, nicht (BWV 186) is een religieuze cantate gecomponeerd door Johann Sebastian Bach.

## Programma
Deze cantate is oorspronkelijk geschreven in Weimar voor de 3e zondag van de Advent, 13 december 1716. (genoemd cantate 186a). Deze is overgeleverd in een uitgebreidere versie voor de 7e zondag na Trinitatis in Leipzig, uitgevoerd op 11 juli 1723 (genoemd cantate 186). Dit omdat in Leipzig vanaf de 2de tot op de 4e Adventszondag geen cantate klonk, herschreef Bach het werk voor een andere zondag van het kerkelijk jaar, in dit geval voor de 7e zondag na Trinitatis. Daarbij breidde hij de cantate uit met een aantal zelfgeschreven recitatieven (gebaseerd op de Bijbellezingen van die zondag) tussen de reeds gecomponeerde aria's.

Op deze 3e Adventszondag van het kerkelijk jaar drukt men de verwachting van de geboorte uit en kondigt Johannes de Messias aan.

Deze cantate behoort tot de zogenoemde Kerstkring van het kerkelijk jaar die loopt van de 1ste Adventszondag tot de 4e zondag na Epifanie of Driekoningen. Daarna start de Paaskring omvattende 50 dagen voor en 50 dagen na Pasen.

De andere Adventscantates zijn de volgende:
- Nun komm, der Heiden Heiland voor de eerste Adventszondag (BWV 61)
- Wachet! betet! betet! wachet! voor de tweede Adventszondag (BWV 70)
- Herz und Mund und Tat und Leben voor de vierde Adventszondag (BWV 147)

Deze cantate behoort tot de zogenoemde "eerste cantatejaargang" van de jaren 1723-1724.

Bijbellezingen voor de 3e Adventszondag:
- 1 Korintiërs 4, 1-5 (Oordeelt dan niet voor de tijd, totdat de Heer komt, hij zal ook aan het licht brengen wat verborgen is in het duister)
- Matteüs 11, 2-10 (Ben jij de komende of moeten wij een ander verwachten? En zalig is hij die niet struikelt over mij.)

Bijbellezingen voor de 7e zondag na Trinitatis:
- Romeinen 6, 19-23 (Want het loon der zonde is: dood, maar de begenadiging door God is: eeuwig leven)
- Marcus 8, 1-9 (Waarvandaan zal iemand deze mensen kunnen verzadigen met broden in de woestijn die het hier is? Hij spreekt een dankzegging uit, breekt, en geeft aan zijn leerlingen om voor te zetten).

## Tekst
De cantate is gedicht door Salomon Franck (1659-1725). Op speciale dagen zoals de 3e zondag voor de Advent bestond de cantate uit twee delen, een deel voor de preek en een deel na de preek. In de recitatieven vond men een herhaling terug uit de lezingen. Zo vormde het eerste cantatedeel de overgang naar de preek, terwijl het tweede deel als een soort coda na de preek klonk.
Deel 1
1 Openingskoor

Ärgre dich, o Seele, nicht,

Daß das allerhöchste Licht,

Gottes Glanz und Ebenbild,

Sich in Knechtsgestalt verhült,

Ärgre dich, o Seele, nicht
2 Recitatief (bas)

Die Knechtsgestalt, die Not, der Mangel

Trifft Christi Glieder nicht allein,

Es will ihr Haupt selbst arm und elend sein.

Und ist nicht Reichtum, ist nicht Überfluß des

Satans Angel.

So man mit Sorgfalt meiden muß?

Wird dir im Gegenteil die Last zu viel zu tragen,

Wenn Armut dich beschwert,

Wenn Hunger dich verzehrt,

Und willst sogleich verzagen,

So denkst du nicht an Jesum, an dein Heil.

Hast du wie jenes Volk nicht bald zu essen,

So seufzest du: Ach Herr, wie lange willst du mein vergessen?
3 Aria (bas)

Bist du, der mir helfen soll,

Eilst du nicht, mir beizustehen?

Mein Gemüt ist zweifelsvoll,

Du verwirfst vielleicht mein Flehen;

Doch, o Seele, zweifle nicht,

Laß Vernunft dich nicht bestricken.

Deinen Helfer, Jakobs Licht,

Kannst du in der Schrift erblicken.
4 Recitatief (tenor)

Ach, daß ein Christ so sehr vor seinen Körper sorgt!

Was ist er mehr? Ein Bau von Erden,

Der wieder muß zur Erde werden,

Ein Kleid, so nur geborgt.

Er könnte ja das beste Teil erwählen,

So seine Hoffnung nie betrügt:

Das Heil der Seelen, so in Jesu, liegt.

O selig! wer ihn der Schrift erblickt,

Wie er durch seine Lehren auf alle, die ihn hören,

Ein geistlich Manna schickt!

Drum, wenn der Kummer gleich

Das Herze nagt und frißt,

So schmeckt und sehet doch,

Wie freundlich Jesus ist.
5 Aria (tenor)

Mein Heiland läßt sich merken

In seinen Gnadenwerken.

Da er sich kräftig weist,

Den schwachen Geist zu lehren,

Den matten Leib zu nähren,

Dies sättigt Leib und Geist.
6 Koor
 
Ob sichs anließ, als wollt er nicht,

Laß dich es nicht erschrekken;

Denn wo er ist am besten mit,

Da will ers nicht entdekken.

Sein Wort laß dir gewisser sein,

Und ob dein Herz spräch lauter Nein,

So laß dir doch nicht grauen!
Deel 2
7 Recitatief (bas)

Es ist die Welt die große Wüstenei;

Der Himmel wird zu Erz, die Erde wird zu Eisen,

Wenn Christen durch den Glauben weisen,

Dass Christi Wort ihr größter Reichtum sei;

Der Nahrungssegen scheint

Von ihnen fast zu fliehen,

Ein steter Mangel wird beweint,

Damit sie nur der Welt sich desto mehr entziehen;

Da findet erst des Heilands Wort,

Der höchste Schatz,

In ihren Herzen Platz:

Ja, jammert ihn des Volkes dort,

So muss auch hier sein Herze brechen

Und über sie den Segen sprechen.
8 Aria (sopraan)

Die Armen will der Herr umarmen

Mit Gnaden hier und dort;

Er schenket ihnen aus Erbarmen

Den höchsten Schatz, das Lebenswort.
9 (Recitatief)

Nun mag die Welt mit ihrer Lust vergehen;

Bricht gleich der Mangel ein,

Doch kann die Seele freudig sein.

Wird durch dies Jammertal der Gang

Zu schwer, zu lang,

In Jesu Wort liegt Heil und Segen.

Es ist ihres Fußes Leuchte und ein Licht auf ihren Wegen.

Wer gläubig durch die Wüste reist,

Wird durch dies Wort getränkt, gespeist;

Der Heiland öffnet selbst, nach diesem Worte,

Ihm einst des Paradieses Pforte,

Und nach vollbrachtem Lauf

Setzt er den Gläubigen die Krone auf.
10 Aria (Duet sopraan en alt)

Laß, Seele, kein Leiden

Von Jesu dich scheiden,

Sei, Seele, getreu!

Dir bleibet die Krone

Aus Gnaden zu Lohne,

Wenn du von Banden des Leibes nun frei.
11.Koor
Die Hoffnung wart' der rechten Zeit,

Was Gottes Wort zusaget.

Wenn das geschehen soll zur Freud,

Setzt Gott kein g'wisse Tage.

Er weiß wohl, wenn's am besten ist,

Und braucht an uns kein arge List,

Des solln wir ihm vertrauen.

## Muzikale bezetting
Hobo 1 en 2; althobo (in deel 5 oboe d'amore); jachthobo; viool 1 en 2; altviool en basso continuo (inbegrepen fagot)

## Toelichting
Eerste Deel
- In het openingskoor komt men terug op het antwoord van de Redder: erger je niet dat ik in de gestalte van een dienaar kom; op die wijze komt immers Gods glans nu eenmaal over de aarde. Ergerlijk ook zijn de begintonen waarop de vier solisten moeten inzetten te midden van een chaos van instrumentale stemmen.
- Dit protest wordt in de basaria (vers 3) verder uitgewerkt en met argumenten onderbouwd. De basstem Johannes, begeleid door de basso continuo stelt opnieuw vol twijfel de kernvraag. Daarop antwoordt de tweede basstem, de Vox Christi: raak niet verstrikt in je twijfels, lees de Schriften erop na.
- De tenor van de aria (vers 5) neemt het verhaal over en heeft de Schriften gelezen. De Redder herken je aan zijn werken: verlamden van geest een nieuw perspectief bieden, verblinden van geest weer licht doen zien. De basso continuo loopt stapsgewijs mee met de zangstem, samen met de stralende donkere toon van de jachthobo (oboe da caccia).

Tweede deel

- De sopraan in vers 8 gaat verder. Zij zingt over het levende woord als de hoogste levensschat en de Heer die geringen en armen omarmt.
- In de vierde aria van vers 10 zingen de sopraan en de alt in een duet op het dansritme van een siciliano in de toonsoort van tranen (c kleine terts), over eeuwige trouw, door alle lijden en pijn, en je ziel zal de genadekroon dragen, zonder dwang en vrij van banden.